# Cheilolejeunea eximia
Cheilolejeunea eximia là một loài Rêu trong họ Lejeuneaceae. Loài này được (Jovet-Ast & Tixier) R.L. Zhu & M. L. So mô tả khoa học đầu tiên năm 2001.